# Айнабулак (Теміршинський сільський округ)
Айнабула́к (каз. Айнабұлақ) — село у складі Каркаралінського району Карагандинської області Казахстану. Входить до складу Теміршинського сільського округу.
Населення — 21 особа (2021; 88 у 2009, 141 у 1999, 240 у 1989).
Національний склад станом на 1989 рік:
- казахи — 100 %.